# Кібернетичне командування Повітряних сил США
Кібернетичне командування ВПС США (англ. Air Force Cyber Command AFCYBER) — одне з головних командувань Повітряних сил США — тимчасовий орган управління військами у структурі ВПС США, створений у вересні 2007.
Базується на військово-повітряній базі Барксдейл. Подібно до того, як авіаційні і космічні підрозділи призвані до ведення розвідувальних, оборонних і наступальних дій в повітряному навколоземному і космічному просторі, кіберпідрозділ відповідає за кіберпростір.
За словами секретаря ПС Майкла Уїнна (Michael Wynn), необхідність створення військового кіберпідрозділу викликана активізацією діяльності іноземних хакерів проти США.

## Задача і функції підрозділу
- проведення захисних і наступальних операцій, пов'язаних з вторгненням в ІТ-системи потенційного супротивника;
- захист інформаційно-технічних систем американських військових, а також критично важливих вузлів американського Інтернету;
- вивчення апаратних закладок і вразливостей, які можуть бути віддалено використані для виведення з ладу військових систем, або зняття з них даних.